# Судебная речь

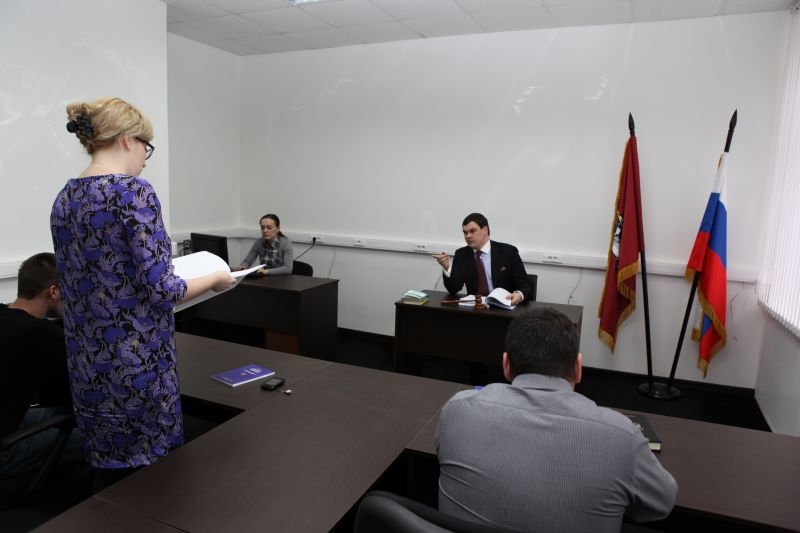
Судебная речь

Судебная речь — это публичная речь, обращенная к суду и ко всем участвующим и присутствующим при рассмотрении уголовного или гражданского дела, произнесенная в судебном заседании и представляющая собой изложение выводов оратора по данному делу и его возражения другим ораторам.

## Разновидности судебной речи
- речь прокурора по уголовным делам в суде первой инстанции (обвинительная речь)
- речь адвоката по уголовным делам в суде первой инстанции (защитительная речь и речи адвокатов-представителей потерпевшего, гражданского истца и гражданского ответчика)
- речь подсудимого в свою защиту (самозащитительная речь)
- речь потерпевшего и его представителя
- речи гражданского истца и гражданского ответчика или их представителей (в пределах гражданского иска по уголовным делам)
- речи гражданского истца и ответчика, их представителей по гражданским делам
- речи прокурора и адвоката по гражданским делам в суде первой инстанции
- речи прокурора и адвоката по уголовным и гражданским делам в суде второй инстанции
- речи общественных обвинителей и общественных защитников по уголовным делам
- речи представителей общественных организаций и трудовых коллективов по гражданским делам
- реплика как особый вид судебной речи

### Предмет судебной речи
Предмет судебной речи — это те вопросы, которые суд, исследуя конкретное преступление или правонарушение, разрешает при постановлении приговора, решения или определения. Он определен уголовно-процессуальным или гражданским процессуальным кодексом.

## Композиция судебной речи
1. Вступительная часть
2. Главная часть
3. Заключение